# Mark Allen (triathlon)
Pour les articles homonymes, voir Allen et Mark Allen.
Mark Allen né le 12 janvier 1958 à Glendale, en Californie, est un  triathlète professionnel américain, premier champion du monde de triathlon courte distance et sextuple vainqueur de l'Ironman d'Hawaï

## Biographie
Diplômé de l'université de Californie à San Diego, Mark Allen a remporté à six reprises le championnat du monde Ironman à Kona (Hawaï) en 1989, 1990, 1991, 1992, 1993 et 1995, égalant la performance de son compatriote Dave Scott. Il fait partie des Big Four surnom que donne la presse spécialisée donne aux quatre triathlètes américains, Dave Scott, Mark Allen, Scott Molina et Scott Tinley.
Après avoir disputé et perdu six fois l'Ironman de Kona et au fil d'une rivalité qui devient légendaire avec le multiple vainqueur Dave Scott, Mark Allen obtint enfin la victoire en 1989 au terme d'une course épique que les commentateurs qualifie alors d'Iron War. Il remporte ce duel et l'une des compétitions d'un jour les plus prestigieuses au monde. Ce fut la première de ses six victoires sur cette compétition, la dernière, obtenue à 37 ans, en 1995 fit de lui le champion le plus âgé de la discipline. Il se montra également excellent sur la distance olympique, plus courte, remportant le premier titre de champion du monde dans cette catégorie en 1989 à Avignon (France), avec plus d'une minute d'avance sur le second. Il fut invaincu en dix courses au triathlon international de Nice de 1982 à 1991.
Au cours de sa carrière qui prend fin en 1996, Mark Allen termine sur le podium des courses où il s'est engagé, à près de 90%. Il est nommé six fois « triathlète de l'année » par le magazine spécialisé Triathlète magazine et il  est introduit dans l’Ironman Hall au Fame en 1997. Il épouse la triathlète Julie Moss en 1989 dont il divorce en 2002.

## Palmarès
Le tableau présente les résultats les plus significatifs (podium) obtenus sur le circuit national et international de triathlon depuis 1982.
| Année | Compétition                                  | Pays       | Position | Temps           |
| ----- | -------------------------------------------- | ---------- | -------- | --------------- |
| 1995  | Ironman - Championnat du monde à Kailua-Kona | États-Unis |          | 8 h 20 min 34 s |
| 1993  | Triathlon International de Nice              | France     |          | 6 h 5 min 59 s  |
| 1993  | Ironman - Championnat du monde à Kailua-Kona | États-Unis |          | 8 h 7 min 45 s  |
| 1993  | Powerman Duathlon Zofingen                   | Suisse     |          | 6 h 19 min 41 s |
| 1992  | Triathlon International de Nice              | France     |          | 5 h 59 min 43 s |
| 1992  | Ironman - Championnat du monde à Kailua-Kona | États-Unis |          | 8 h 9 min 8 s   |
| 1991  | Triathlon International de Nice              | France     |          | 5 h 54 min 12 s |
| 1991  | Ironman - Championnat du monde à Kailua-Kona | États-Unis |          | 8 h 18 min 32 s |
| 1990  | Triathlon International de Nice              | France     |          | 5 h 50 min 52 s |
| 1990  | Ironman - Championnat du monde à Kailua-Kona | États-Unis |          | 8 h 28 min 17 s |
| 1989  | Championnat du monde                         | France     |          | 1 h 58 min 46 s |
| 1989  | Triathlon International de Nice              | France     |          | 5 h 54 min 31 s |
| 1989  | Ironman - Championnat du monde à Kailua-Kona | États-Unis |          | 8 h 9 min 15 s  |
| 1987  | Ironman - Championnat du monde à Kailua-Kona | États-Unis |          | 8 h 45 min 19 s |
| 1986  | Triathlon International de Nice              | France     |          | 5 h 46 min 10 s |
| 1986  | Ironman - Championnat du monde à Kailua-Kona | États-Unis |          | 8 h 36 min 4 s  |
| 1985  | Triathlon International de Nice              | France     |          | 5 h 53 min 13 s |
| 1985  | Championnat des États-Unis                   | États-Unis |          | 1 h 57 min 52 s |
| 1984  | Triathlon International de Nice              | France     |          | 6 h 5 min 22 s  |
| 1983  | Triathlon International de Nice              | France     |          | 6 h 4 min 51 s  |
| 1982  | Ironman - Championnat du monde à Kailua-Kona | États-Unis |          | 9 h 21 min 6 s  |
| 1982  | Triathlon International de Nice              | France     |          | 6 h 33 min 52 s |